# Saga Islandezilor

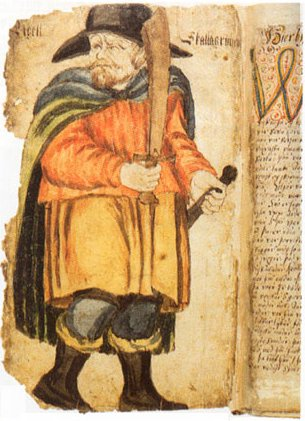
Manuscris din „Saga despre Egill Skallagrímsson, fiul lui Grímr cel Pleșuv”

Saga Islandezilor (în islandeză Íslendingasögur) desemnează o categorie a creațiilor epice în proză scrise în Islanda medievală care prezintă biografia unor islandezi de seamă ce au trăit cu precădere între 930 și 1030, interval cunoscut sub numele de epocă Saga (Söguöld) ori perioada eroica - a primilor locuitori noruegi ai Insulei. Este vorba de un număr de aproximativ patruzeci de texte cunoscute sub numele de Saga ale islandezilor (Íslendinga sögur), care au fost scrise între secolul al XIII-lea și secolul al XV-lea.
Aceste saga au fost cultivate pe tot teritoriul locuit al Islandei. Cele mai cunoscute și apreciate saga sunt, în pătrarul de vest al insulei, „Saga despre Egill, fiul lui Grímr cel Pleșuv” (Egils saga Skallagrímssonar), „Saga despre frații de cruce” (Fóstbrœðra saga), „Saga despre Gísli, fiul lui Súr” (Gísla saga Súrssonar), „Saga despre Gunnlaugr – Limbă de Șarpe” (Gunnlaugs saga ormstunga), „Saga despre oamenii din Valea Somonului” (Laxdæla saga). În pătrarul de nord au fost scrise, printre altele, saga scalzilor Grettir (Grettis saga Ásmundarson), Hallfreðr (Hallfreðar saga) și Kormák (Kormáks saga). În pătrarul de est a fost scrisă celebra „Saga despre Hrafnkell, goði-ul zeului Frey” (Hrafnkels saga Freysgoða), iar în cel de sud cea mai îndrăgită și cunoscută saga islandeză, „Saga despre Njáll” (Brennu Njáls saga).
Pe lângă aceste texte de dimensiuni mai mari, s-au păstrat și numeroase þættir (la singular þáttr), episoade care prezintă doar o scurtă perioadă din viața unui personaj, povestiri care condensează o acțiune în câteva pagini. Astfel, „Povestirea despre Þiðrandi și Þórhall” (Þiðranda þáttur og Þórhalls) abia dacă depășește 1200 de cuvinte. Acțiunea acestor þættir este plasată în aceeași epocă saga, respectiv secolul al X-lea și începutul secolului al XI-lea. Majoritatea acestor scurte istorii au fost notate în culegerile de texte care prezintă viața și faptele regilor norvegieni.
Din punctul de vedere al istoricității, respectiv al ficționalității faptelor relatate, saga islandezilor se situează între saga istorice (saga regale, ale episcopilor etc.), în care predomină intenția istoriografică, și saga cavalerilor, „saga mincinoase”, în care ficțiunea nu este limitată de constrângerile raportării la evenimente istorice concrete. Saga islandezilor au un caracter hibrid, fiind un amestec de istoriografie și ficțiune în proporții variabile, putând fi considerate precursoare ale romanelor istorice. Ele pornesc întotdeauna de la evenimente istorice concrete, atestate și de izvoare neliterare, pe care le transfigurează și le prezintă cu mijloace specific literare.